# 당진 안국사지 석조여래삼존입상
당진 안국사지 석조여래삼존입상(唐津 安國寺址 石造如來三尊立像)은 대한민국 충청남도 당진시 정미면 안국사지에 있는 고려 전기의 석조 여래 삼존불 입상이다. 본존 높이 4.91m, 좌보살 높이 3.55m, 우보살 높이 1.7m. 본존 머리 위에는 장방형 갓이 씌워져 있고 몸통은 방주형(方柱形)이다. 얼굴은 넓적하고 목이 짧으며, 표정 또한 괴상하다. 오른쪽 보살상은 입체감이 두드러지며 머리에 높은 보관을 썼는데, 왼쪽 보살상은 머리가 절단되었고 전면에 마멸이 심하다.
1963년 1월 21일 대한민국의 보물 제100호 안국사지석불입상(安國寺址石佛立像)으로 지정되었다가, 2010년 8월 25일 현재의 명칭으로 변경되었다.

## 개요
안국사는 안국산(일명 은봉산)에 위치한 폐사지(廢寺地)로 1929년에 다시 세웠다고하나 또다시 폐사되었다. 이곳에서 200m쯤 떨어진 곳에 높이 5m에 가까운 큰 석불입상이 있다.
머리에는 커다란 사각형의 갓을 쓰고 있으며, 얼굴은 신체의 비례상 어색하게 큰 편이다. 불상의 몸은 대형화되었는데 인체의 조형성이 감소되어 네모난 기둥같은 느낌을 준다. 또 몸과 어울리지 않게 팔과 손을 붙여 비현실적인 모습을 하고 있다. 오른손은 가슴에 대고 있으며, 왼손은 배에 붙여 엄지와 가운데 손가락을 맞대고 있는 모습이다. 좌우에는 본존불을 모시는 보살상이 있는데, 오른쪽 보살은 허리까지 묻혀 있고 왼쪽 보살은 머리만 파괴되었을 뿐 형식은 본존불과 같다.
고려시대 충청도 지방에서 유행하던 괴체화한 불상양식을 잘 반영하고 있는 것으로, 충주 미륵리 석조여래입상(보물 제96호)과 함께 주목된다.

## 현지 안내문
안국사지 석불입상의 조성시기는 2003년 시·발굴 조사시 출조된 태평(중국 요나라의 성종대 연호 太平으로 추정)으로 보아 고려 현종 12~21년(1021~1030)으로 추정된다.
중앙의 본존불은 얼굴과 몸이 하나의 돌로 만들어졌다. 사각형에 가까운 넓적한 얼굴 모습은 형식적으로 표현되었으며, 머리 위에 쓴 원통형의 관 위에는 사각형의 보개가 얹혀 있으나 너무 커서 불안정한 느낌을 준다. 몸에 붙여 조각한 두 광은 너무 길고 빈약하며 수법 또한 소박하다. 좌·우에 있는 두 협시보살도 본존불과 같은 양식을 보여준다.
이와 같은 형태의 불상은 고려시대 충청도 지방에서 많이 나타나던 양식으로 매우 형식화 되고 제작기술이 쇠퇴한 지방적인 특색을 보여주는 작품이다.

## 사진

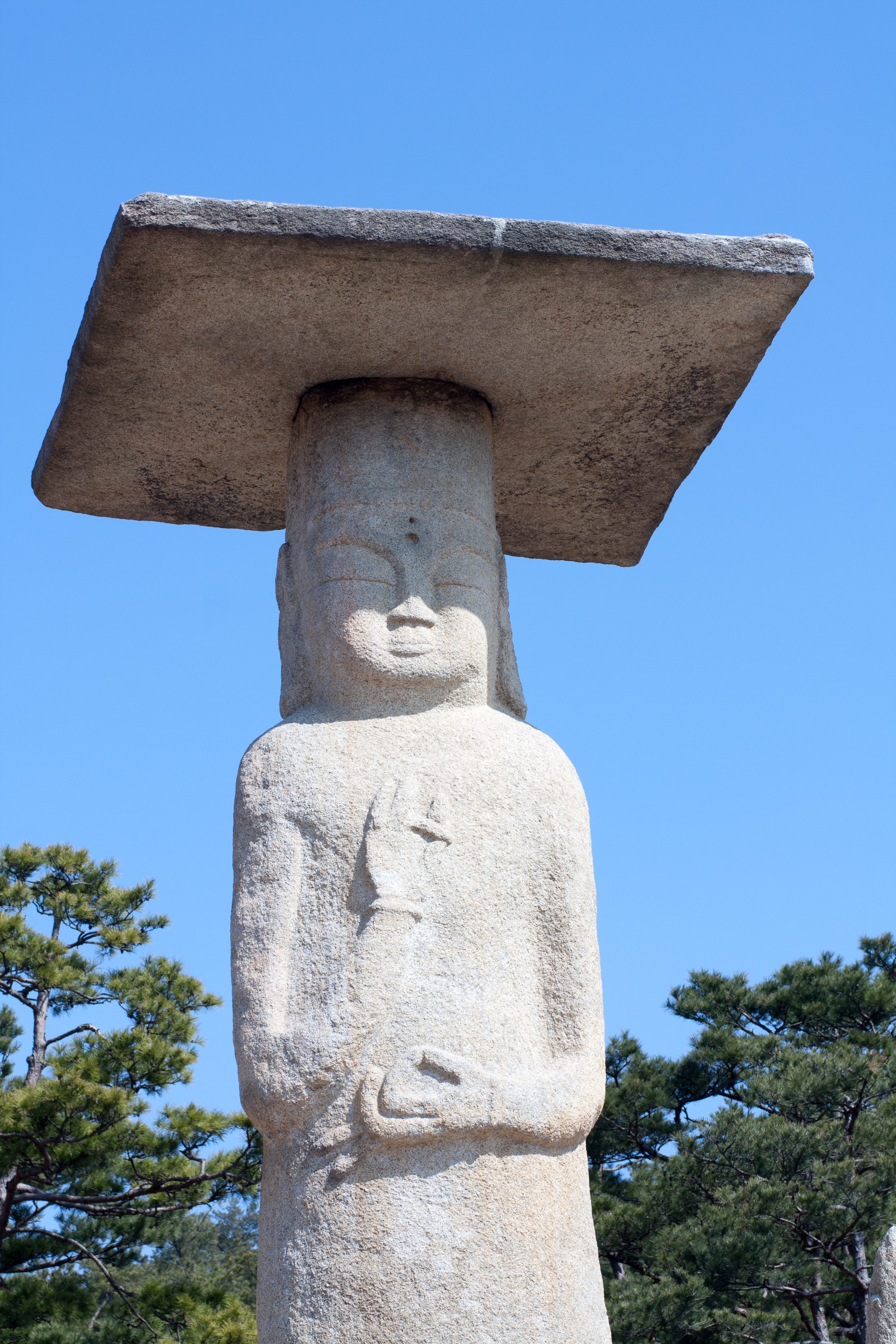
본존불
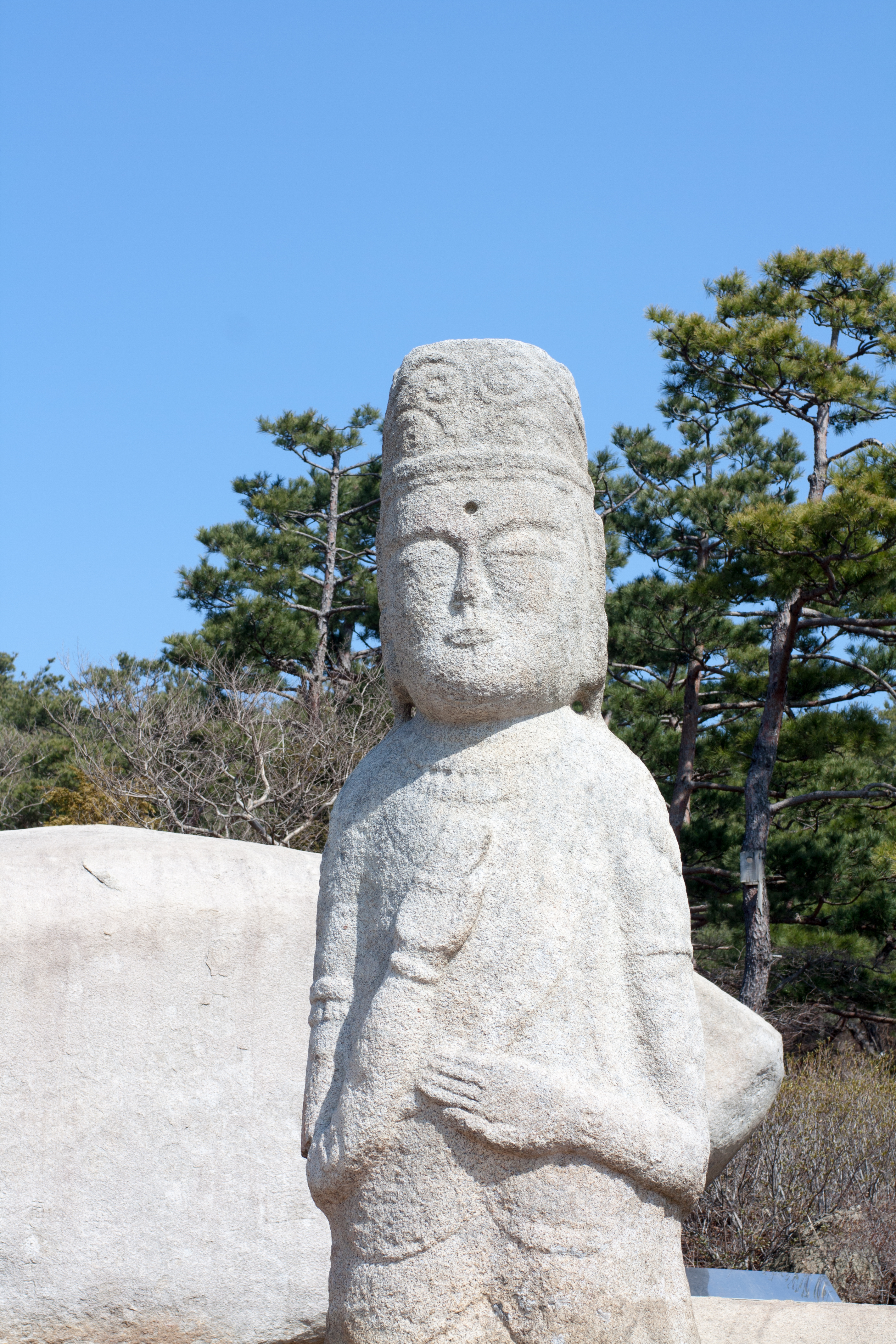
오른쪽 보살상
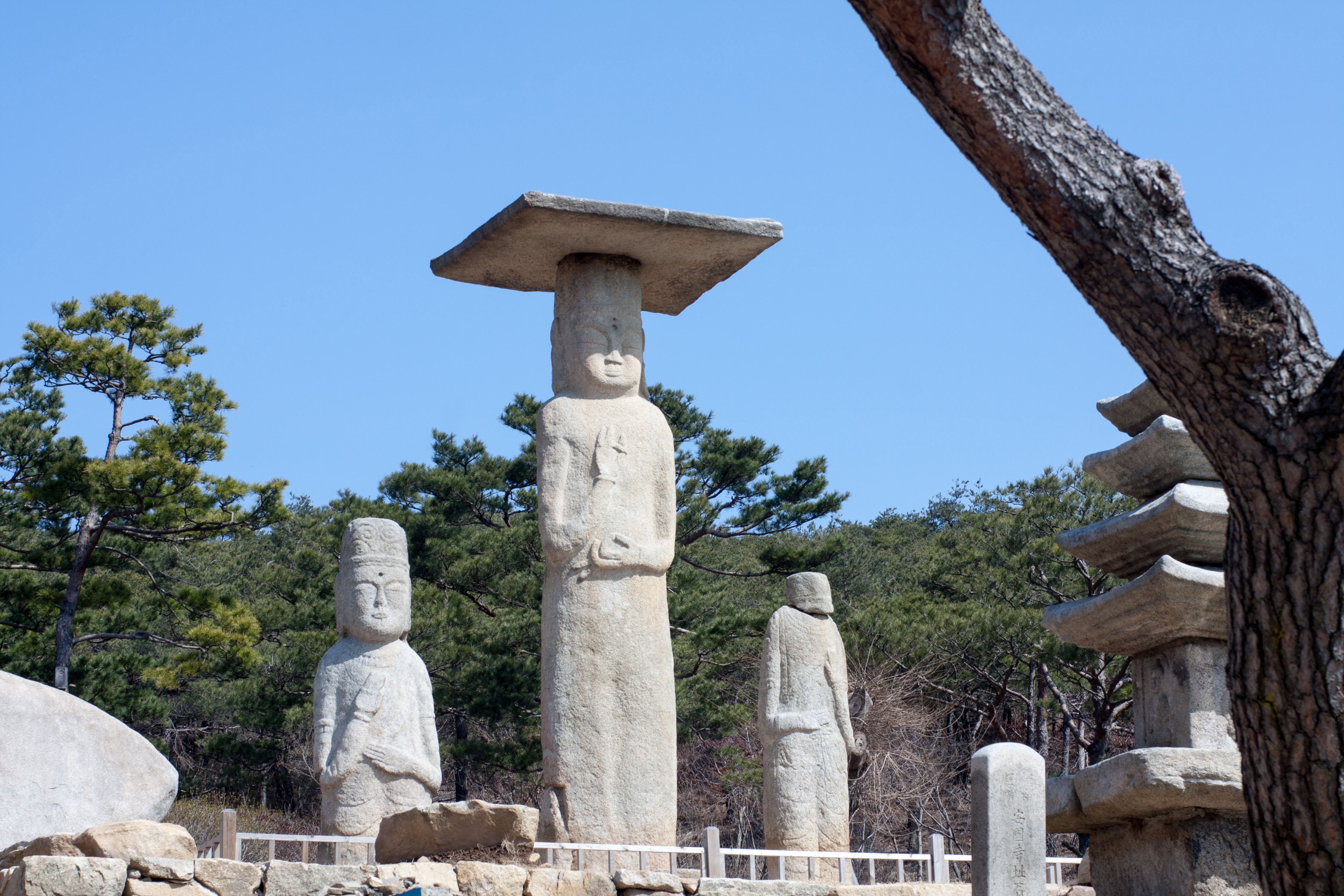

## 같이 보기
- 충주 미륵리 석조여래입상 - 보물 제96호
- 당진 안국사지 석탑 - 보물 제101호
- 당진 안국사지 매향암각 - 충청남도 기념물 제163호

## 참고 문헌
- 당진 안국사지 석조여래삼존입상 - 국가유산청 국가유산포털
- 이 문서에는 다음커뮤니케이션(현 카카오)에서 GFDL 또는 CC-SA 라이선스로 배포한 글로벌 세계대백과사전의 내용을 기초로 작성된 글이 포함되어 있습니다.